# Fred Draper
Fred Draper, nato Frederick Paul Draper II (Chester, 2 settembre 1923 – Rancho Cucamonga, 28 dicembre 1999), è stato un attore statunitense.

## Filmografia parziale

### Cinema
- Gli esclusi (A Child Is Waiting), regia di John Cassavetes (1963) - non accreditato
- Volti (Faces), regia di John Cassavetes (1968)
- Mariti (Husbands), regia di John Cassavetes (1970)
- Una moglie (A Woman Under the Influence), regia di John Cassavetes (1974)
- La sera della prima (Opening Night), regia di John Cassavetes (1977)

### Televisione
- Il tenente Ballinger (M Squad) – serie TV, episodio 1x06 (1957)
- Perry Mason – serie TV, un episodio (1958)
- L'ora di Hitchcock (The Alfred Hitchcock Hour) – serie TV, un episodio (1965)
- Peyton Place – serie TV, 2 puntate (1966-1969)
- Can Ellen Be Saved? – film TV (1974)
- Colombo (Columbo) – serie TV, 6 episodi (1971-1976)